# نورمان بور
نورمان بور (بالإنجليزية: Norman Loftus Bor)‏ هو عالم نبات أيرلندي، ولد في 3 مايو 1893 في ترامور في جمهورية أيرلندا، وتوفي في 22 ديسمبر 1972 في Kew ‏ في المملكة المتحدة.